# Entente Sportive de Sétif
L'Entente Sportive de Sétif (àrab: الوفاق الرياضي السطايفي, al-Wafāq ar-Riyāḍī as-Sṭāyfī, ‘l'Acord Esportiu de Sétif’), també conegut ES Sétif, és un club de futbol algerià de la ciutat de Sétif.

## Història
El club va ser fundat el 1958 per Ali Benaouda i Ali Layass. El club s'ha anomenat:
- Entente Sportive de Sétif (ESS) de 1958 a 1977
- Entente Pétroliers de Sétif (EPS) de 1977 a 1984
- Entente Plasticiens de Sétif (EPS) 1984 a 1988
- Entente Sportive de Sétif (ESS) de 1988 a avui

Els primers colors del club foren el verd i el blanc, canviant posteriorment al negre i blanc.

## Palmarès
- Lliga algeriana de futbol:[2]

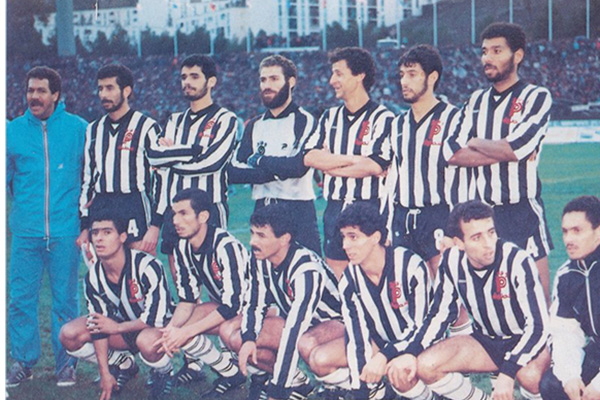
ESS el 1990.

  - 1967–68, 1986–87, 2006–07, 2008–09, 2011–12, 2012–13, 2014–15, 2016–17

- Copa algeriana de futbol:[3]
  - 1962–63, 1963–64, 1966–67, 1967–68, 1979–80, 1988–89, 2009–10, 2011–12

- Copa de Campions africana de futbol: 
  - 1988

- Copa de l'Àfrica del Nord de futbol: 
  - 2009

- Lliga de Campions aràbiga de futbol: 
  - 2007, 2008

- Copa afro-asiàtica de futbol: 
  - 1989